# Copa Heineken 2006-07
La temporada 2006-2007 de la Copa Heineken fue la 12.ª edición de la máxima competición continental del rugby europeo. En esta edición de nuevo fueron 24 los equipos participantes, divididos en 6 grupos de 4, para afrontar la primera fase de la competición, la fase de grupos. Tras las 6 jornadas correspondientes a esta primera fase, los primeros de cada grupo y los 2 mejores segundos se clasificaron para disputar los cuartos de final, a partidos único, las semifinales y la final. 
En esta 12.ª edición del torneo participaron 7 equipos franceses, 6 ingleses, 3 galeses, 3 irlandeses, 3 italianos y 2 escoceses.

## Fase de liguillas
| \| GRUPO 1 \| |                   |        |      |      |      |      |               |               |      |      |
| | Equipo            | Puntos | Jug. | Vic. | Emp. | Der. | Bonus Ensayos | Bonus Derrota | Ens+ | +/-  |
| 1 | London Wasps      | 23     | 6    | 5    | 0    | 1    | 2             | 1             | 23   | +131 |
| 2 | Perpignan         | 18     | 6    | 4    | 0    | 2    | 2             | 0             | 19   | +53  |
| 3 | Castres Olympique | 16     | 6    | 3    | 0    | 3    | 2             | 2             | 17   | +10  |
| 4 | Benetton Treviso  | 0      | 6    | 0    | 0    | 6    | 0             | 0             | 11   | -194 |
| Ens+ son ensayos a favor. +/- es la diferencia de puntos anotados a favor y en contra. Victoria = 4 puntos. Empate = 2 puntos. Los puntos de bonus se dan por anotar 4 ensayos o más, y por perder por 7 puntos o menos. |                   |        |      |      |      |      |               |               |      |      |
| GRUPO 1 |                   |        |      |      |      |      |               |               |      |      |

| \| GRUPO 2 \| |                  |        |      |      |      |      |               |               |      |     |
| | Equipo           | Puntos | Jug. | Vic. | Emp. | Der. | Bonus Ensayos | Bonus Derrota | Ens+ | +/- |
| 1 | Leinster Rugby   | 21     | 6    | 4    | 0    | 2    | 3             | 2             | 21   | +77 |
| 2 | SU Agen          | 17     | 6    | 4    | 0    | 2    | 1             | 0             | 12   | +0  |
| 3 | Gloucester Rugby | 15     | 6    | 3    | 0    | 3    | 2             | 1             | 19   | +8  |
| 4 | Edinburgh Rugby  | 5      | 6    | 1    | 0    | 5    | 0             | 1             | 10   | -85 |
| Ens+ son ensayos a favor. +/- es la diferencia de puntos anotados a favor y en contra. Victoria = 4 puntos. Empate = 2 puntos. Los puntos de bonus se dan por anotar 4 ensayos o más, y por perder por 7 puntos o menos. |                  |        |      |      |      |      |               |               |      |     |
| GRUPO 2 |                  |        |      |      |      |      |               |               |      |     |

| \| GRUPO 3 \| |                 |        |      |      |      |      |               |               |      |      |
| | Equipo          | Puntos | Jug. | Vic. | Emp. | Der. | Bonus Ensayos | Bonus Derrota | Ens+ | +/-  |
| 1 | Stade Français  | 22     | 6    | 4    | 1    | 1    | 3             | 1             | 20   | +94  |
| 2 | Ospreys Rugby   | 20     | 6    | 4    | 1    | 1    | 2             | 0             | 19   | +39  |
| 3 | Sale Sharks     | 15     | 6    | 3    | 0    | 3    | 2             | 1             | 16   | +57  |
| 4 | Rugby Calvisano | 0      | 6    | 0    | 0    | 6    | 0             | 0             | 6    | -190 |
| Ens+ son ensayos a favor. +/- es la diferencia de puntos anotados a favor y en contra. Victoria = 4 puntos. Empate = 2 puntos. Los puntos de bonus se dan por anotar 4 ensayos o más, y por perder por 7 puntos o menos. |                 |        |      |      |      |      |               |               |      |      |
| GRUPO 3 |                 |        |      |      |      |      |               |               |      |      |

| \| GRUPO 4 \| |                  |        |      |      |      |      |               |               |      |      |
| | Equipo           | Puntos | Jug. | Vic. | Emp. | Der. | Bonus Ensayos | Bonus Derrota | Ens+ | +/-  |
| 1 | Leicester Tigers | 23     | 6    | 5    | 0    | 1    | 2             | 1             | 22   | +112 |
| 2 | Munster Rugby    | 23     | 6    | 5    | 0    | 1    | 2             | 1             | 16   | +40  |
| 3 | Cardiff Blues    | 9      | 6    | 2    | 0    | 4    | 0             | 1             | 8    | -51  |
| 4 | CS Bourgoin      | 4      | 6    | 0    | 0    | 6    | 2             | 2             | 13   | -101 |
| Ens+ son ensayos a favor. +/- es la diferencia de puntos anotados a favor y en contra. Victoria = 4 puntos. Empate = 2 puntos. Los puntos de bonus se dan por anotar 4 ensayos o más, y por perder por 7 puntos o menos. |                  |        |      |      |      |      |               |               |      |      |
| GRUPO 4 |                  |        |      |      |      |      |               |               |      |      |

| \| GRUPO 5 \| |                   |        |      |      |      |      |               |               |      |     |
| | Equipo            | Puntos | Jug. | Vic. | Emp. | Der. | Bonus Ensayos | Bonus Derrota | Ens+ | +/- |
| 1 | Llanelli Scarlets | 27     | 6    | 6    | 0    | 0    | 3             | 0             | 20   | +49 |
| 2 | Stade Toulousain  | 17     | 6    | 3    | 0    | 3    | 3             | 2             | 18   | +2  |
| 3 | Ulster Rugby      | 10     | 6    | 2    | 0    | 4    | 1             | 1             | 10   | -18 |
| 4 | London Irish      | 9      | 6    | 1    | 0    | 5    | 2             | 3             | 15   | -33 |
| Ens+ son ensayos a favor. +/- es la diferencia de puntos anotados a favor y en contra. Victoria = 4 puntos. Empate = 2 puntos. Los puntos de bonus se dan por anotar 4 ensayos o más, y por perder por 7 puntos o menos. |                   |        |      |      |      |      |               |               |      |     |
| GRUPO 5 |                   |        |      |      |      |      |               |               |      |     |

| \| GRUPO 6 \| |                    |        |      |      |      |      |               |               |      |      |
| | Equipo             | Puntos | Jug. | Vic. | Emp. | Der. | Bonus Ensayos | Bonus Derrota | Ens+ | +/-  |
| 1 | Biarritz Olympique | 29     | 6    | 6    | 0    | 0    | 5             | 0             | 29   | +141 |
| 2 | Northampton Saints | 20     | 6    | 4    | 0    | 2    | 4             | 0             | 27   | +96  |
| 3 | Border Reivers     | 6      | 6    | 1    | 0    | 5    | 2             | 0             | 15   | -45  |
| 4 | Rugby Parma        | 5      | 6    | 1    | 0    | 5    | 1             | 0             | 9    | -192 |
| Ens+ son ensayos a favor. +/- es la diferencia de puntos anotados a favor y en contra. Victoria = 4 puntos. Empate = 2 puntos. Los puntos de bonus se dan por anotar 4 ensayos o más, y por perder por 7 puntos o menos. |                    |        |      |      |      |      |               |               |      |      |
| GRUPO 6 |                    |        |      |      |      |      |               |               |      |      |

## Playoffs
Los 6 equipos que acabaron primeros de grupo se clasificaron para cuartos de final, además de los 2 equipos que acabaron en segunda posición con más puntos. Los equipos que jugaron como locales fueron los que más puntos consiguieron, o en caso de empate se aplicó el criterio de ensayos a favor o diferencia entre puntos anotados y encajados. En las semifinales se aplicó el mismo criterio para decidir qué equipo jugaba como local. La final se disputó el 20 de mayo del año 2007 en el estadio de Twickenham Stadium en Londres ante 80.076 espectadores. London Wasps se coronó por segunda vez como Campeón de Europa.
|  | Cuartos de final      | Cuartos de final | Cuartos de final      |              |                       | Semifinales | Semifinales | Semifinales |  |                       | Final     | Final | Final |  |
|  |                       |                  |                       |              |                       |             |             |             |  |                       |           |       |       |  |
|  |                       |                  |                       |              |                       |             |             |             |  |                       |           |       |       |  |
|  | Bandera de Gales      | Llanelli         | 24                    |              |                       |             |             |             |  |                       |           |       |       |  |
|  | Bandera de Gales      | Llanelli         | 24                    |              |                       |             |             |             |  |                       |           |       |       |  |
|  | Bandera de Irlanda    | Munster          | 15                    |              |                       |             |             |             |  |                       |           |       |       |  |
|  | Bandera de Irlanda    | Munster          | 15                    |              | Bandera de Inglaterra | Leicester   | 33          |             |  |                       |           |       |       |  |
|  |                       |                  |                       |              | Bandera de Inglaterra | Leicester   | 33          |             |  |                       |           |       |       |  |
|  |                       |                  | Bandera de Gales      | Llanelli     | 17                    |             |             |             |  |                       |           |       |       |  |
|  | Bandera de Inglaterra | Leicester        | Bandera de Gales      | Llanelli     | 17                    | 21          |             |             |  |                       |           |       |       |  |
|  | Bandera de Inglaterra | Leicester        |                       |              |                       |             |             |             |  |                       |           |       |       |  |
|  | Bandera de Francia    | Stade Français   | 20                    |              |                       |             |             |             |  |                       |           |       |       |  |
|  | Bandera de Francia    | Stade Français   | 20                    |              |                       |             |             |             |  | Bandera de Inglaterra | Leicester | 9     |       |  |
|  |                       |                  |                       |              |                       |             |             |             |  | Bandera de Inglaterra | Leicester | 9     |       |  |
|  |                       |                  | Bandera de Inglaterra | London Wasps | 25                    |             |             |             |  |                       |           |       |       |  |
|  | Bandera de Inglaterra | Wasps            | Bandera de Inglaterra | London Wasps | 25                    | 35          |             |             |  |                       |           |       |       |  |
|  | Bandera de Inglaterra | Wasps            |                       |              |                       |             |             |             |  |                       |           |       |       |  |
|  | Bandera de Irlanda    | Leinster         | 13                    |              |                       |             |             |             |  |                       |           |       |       |  |
|  | Bandera de Irlanda    | Leinster         | 13                    |              | Bandera de Inglaterra | Northampton | 13          |             |  |                       |           |       |       |  |
|  |                       |                  |                       |              | Bandera de Inglaterra | Northampton | 13          |             |  |                       |           |       |       |  |
|  |                       |                  | Bandera de Inglaterra | Wasps        | 30                    |             |             |             |  |                       |           |       |       |  |
|  | Bandera de Francia    | Biarritz         | Bandera de Inglaterra | Wasps        | 30                    | 6           |             |             |  |                       |           |       |       |  |
|  | Bandera de Francia    | Biarritz         |                       |              |                       |             |             |             |  |                       |           |       |       |  |
|  | Bandera de Inglaterra | Northampton      | 7                     |              |                       |             |             |             |  |                       |           |       |       |  |
|  | Bandera de Inglaterra | Northampton      | 7                     |              |                       |             |             |             |  |                       |           |       |       |  |
|  |                       |                  |                       |              |                       |             |             |             |  |                       |           |       |       |  |

| Bandera de Inglaterra |
| Campeón London Wasps  |
| Segundo título        |